# Clodoaldo Magalhães
Clodoaldo Magalhães Oliveira Lyra (Palmares, 13 de novembro de 1975) é um político brasileiro, filiado ao PV, eleito para o cargo de Deputado Federal por Pernambuco.

## Biografia
Clodoaldo estudou medicina na Universidade Federal de Pernambuco, em Recife, no período entre 1993 e 1999.
Sua carreira política iniciou em 2006, filiado ao PSC, quando se elegeu pela primeira vez Deputado Estadual em Pernambuco. Foi reeleito por quatro vezes consecutivas, até 2022, quando se filiou ao PV e disputou para Deputado Federal, sendo eleito ao atingir 110.620 votos..
Na Câmara dos Deputados, atuou como Vice-Líder da Federação Brasil da Esperança, ocasionalmente nos dias 19/04/2023, 03/05/2023 e entre 21/02/2024 e 01/02/2025.